# Rainer Schulte
Rainer Schulte (* 8. Juli 1937) ist ein deutscher Literaturwissenschaftler.

## Leben
Nach dem Abitur 1956 am Herzog-Johann-Gymnasium hatte er ein Fulbright-Stipendium 1958/1959. Er erwarb das Staatsexamen in Mainz 1962 und einen PhD (Henry James and Marcel Proust. A study in sensibility) in Literaturwissenschaftler an der University of Michigan 1965. Er war Professor für Vergleichende Literaturwissenschaft an der Ohio University 1965–1975. Seit 1975 ist er Professor für Vergleichende Literaturwissenschaft und Fremdsprachen an der University of Texas at Dallas.

## Schriften (Auswahl)
- als Herausgeber mit Edward Mitchell: Continental short stories. The modern tradition. New York City 1968, OCLC 832431014.
- The suicide at the piano. Vancouver 1969, OCLC 422683553.
- als Herausgeber: Comparative perspectives. Anthology of multiple translations. New York City 1994, ISBN 0-8281-0644-4.
- als Herausgeber: The geography of translation and interpretation. Traveling between languages. Lewiston 2001, ISBN 0-7734-7271-1.